# Mesochorus windsorianus
Mesochorus windsorianus är en stekelart som beskrevs av Schwenke 2004. Mesochorus windsorianus ingår i släktet Mesochorus och familjen brokparasitsteklar. Inga underarter finns listade i Catalogue of Life.